# Placide (danseur)
Pour les articles homonymes, voir Placide et Bussa (homonymie).
Alexandre-Placide Bussa, dit Placide (né à Messine et mort à New York le 26 juillet 1812) est un célèbre danseur de corde italien.
Marié à Carmina Spinacuta, sœur d'un autre danseur de corde, il sillonne l'Europe dans la seconde moitié du XVIIIe siècle, puis les États-Unis après la Révolution française. S'il est quasiment impossible de suivre les pérégrinations de ce nomade, sa présence est toutefois attestée à Avignon et Nîmes en 1750, à Amsterdam en 1754, à Rennes en 1755, puis à Bruxelles en 1756, où il danse peut-être dans la troupe du Théâtre de la Monnaie dirigée par D'Hannetaire.
On le voit à La Haye en 1761, puis il revient à Bruxelles en 1765 où sa fille Catherine-Ursule épouse le maître de ballet Billioni. Placide danse ensuite à Londres de 1766 à 1768, puis il dirige le théâtre de Gand cette dernière année.
Revenu en France en 1770, Placide fait partie des Grands-Danseurs du Roi, dans la troupe de Nicolet, mais ne reste pas longtemps au même poste : il disparaît puis revient de temps à autre à Paris. Il est à nouveau signalé en Angleterre en 1781 où, raconte Mayeur de Saint-Paul, il commet l'impudence de danser sur la corde en tenant un drapeau aux armes de la France. Accueilli par des huées, il doit faire amende honorable et en est quitte pour quelques coups de bâton.
Il revient s'établir à Paris jusqu'en 1788, puis s'embarque pour « les îles » : arrivée à Port-au-Prince, sa « Troupe des Grands Sauteurs et Danseurs du Roi » parcourt l'île de Saint-Domingue pendant trois ans.
En 1791, Placide arrive en Amérique et, jusqu'en 1801, il dirige une troupe de danseurs de corde à Charleston (Caroline du Sud), tout en donnant des représentations à New York, Newport, Boston, Philadelphie, Providence, La Nouvelle-Orléans, etc. De retour à New York, il constitue une nouvelle troupe, avec laquelle il va donner des représentations régulières à Richmond (Virginie). Il meurt à New York, deux semaines après avoir inauguré une nouvelle salle : l'Olympic Theatre.